# Hokuto Omori
Hokuto Omori (大森北斗 Ōmori Hokuto?, nacido el 28 de junio de 1995) es un luchador profesional japonés que actualmente trabaja en All Japan Pro Wrestling.

## Campeonatos y logros
- All Japan Pro Wrestling
  - All Asia Tag Team Championship (1 time) — con Yusuke Kodama[4]
  - AJPW TV Six-Man Tag Team Championship (3 veces) — con Yusuke Kodama & Tajiri (1),[5] Kuma Arashi & Cyrus (1), Takashi Yoshida & Kuma Arashi (1)
  - AJPW Junior Tag League (2021) — con Yusuke Kodama
  - World's Strongest Tag Determination League (2023) — con Katsuhiko Nakajima